# Übersicht der Triathlon-Bestenlisten
Die Bestenlisten von Triathleten und Triathletinnen auf der Ironman-Distanz umfassen alle Bestzeiten, die von den nationalen Sportlern (Amateure und Profis) bei einem Triathlon über die Langdistanz bzw. Ironman-Distanz (3,86 km Schwimmen, 180,2 km Radfahren und 42,2 km Laufen) erzielt wurden.

## Persönliche Bestzeiten nach Ländern
| Land                   | m      | w      |
| ---------------------- | ------ | ------ |
| Australien             | Männer | Frauen |
| Deutschland            | Männer | Frauen |
| Frankreich             | Männer | Frauen |
| Italien                | Männer | Frauen |
| Neuseeland             | Männer | Frauen |
| Österreich             | Männer | Frauen |
| Schweiz                | Männer | Frauen |
| Spanien                | Männer | Frauen |
| Vereinigtes Königreich | Männer | Frauen |
| Vereinigte Staaten     | Männer | Frauen |

## Siegerzeiten nach Jahr
Die folgenden Listen beinhalten ausschließlich die Zeiten der Sieger von Veranstaltungen, die im Namen das Markenzeichen „Ironman“. der WTC nutzen.
- Ironman-Triathlon-Weltserie 2015
- Ironman-Triathlon-Weltserie 2014
- Ironman-Triathlon-Weltserie 2013
- Ironman-Triathlon-Weltserie 2012
- Ironman-Triathlon-Weltserie 2011
- Ironman-Triathlon-Weltserie 2010
- Ironman-Triathlon-Weltserie 2009
- Ironman-Triathlon-Weltserie 2008